# Coldfoot
Coldfoot ist ein Ort am Dalton Highway in Alaska. Der Ort befindet sich in den südlichen Ausläufern der Brookskette an der Mündung des Slate Creek in den Middle Fork Koyukuk River. Er wurde in seiner heutigen Form von Dick Mackey, einem ehemaligen Sieger des Iditarod, gegründet. Mackey verkaufte hier Fast Food aus einem umgebauten Schulbus. Mit Hilfe der LKW-Fahrer, die auf dem Highway zwischen Fairbanks und Prudhoe Bay pendelten, entstand die heutige Servicestation mit Tankstelle, Restaurant und Übernachtungsmöglichkeiten. 
Ursprünglich war Coldfoot eine Bergbausiedlung namens Slate Creek. Seinen heutigen Namen bekam der Ort von Goldsuchern, die um 1900 im Koyukuk River kalte Füße (cold feet) bekamen und kehrtmachten. 1902 bestand Coldfoot aus zwei Rasthäusern, zwei Geschäften, sieben Saloons und einer Spielhalle. Eine Postfiliale war von 1902 bis 1912 in Betrieb und wurde 1984 wiedereröffnet.
Der Flughafen von Coldfoot liegt westlich des Dalton Highway und verfügt über eine 1220 m lange Landebahn.

## Weblinks

Rastplatz in Coldfoot